# Микуличи (Брестская область)
Мику́личи (бел. Мікулічы) — деревня в Барановичском районе Брестской области Белоруссии. Входит в состав Городищенского сельсовета. Население — 14 человек (2023).

## География
Расположена в 28,5 км (32 км по автодорогам) к северу от центра Барановичей, на расстоянии 7,5 км (8 км по автодорогам) к северо-западу от центра сельсовета, городского посёлка Городище, невдалеке от границы с Кореличским и Новогрудским районами Гродненской области.
В 500 метрах к западу от деревни находится исток реки Ляховка, правого притока реки Сервеч

## История
В 1909 году — деревня Циринской волости Новогрудского уезда Минской губернии, 2 двора, 12 жителей.
После Рижского мирного договора 1921 года — в составе гмины Городище Барановичского повета Новогрудского воеводства Польши.
С 1939 года — в составе БССР, в 1940–62 годах — в Городищенском районе Барановичской, с 1954 года Брестской области. Затем — в Барановичском районе. С конца июня 1941 года по июль 1944 года была оккупирована немецко-фашистскими войсками. После войны была застроена северо-восточная часть деревни.

## Население
По состоянию на 1 января 2023 года в деревне проживало 14 человек в 9 хозяйствах, в том числе 0 моложе трудоспособного возраста, 6 — в трудоспособном возрасте и 8 — старше трудоспособного возраста. 
| Численность населения (по переписи) | Численность населения (по переписи) | Численность населения (по переписи) | Численность населения (по переписи) | Численность населения (по переписи) |
| 1909                                | 1921                                | 1999                                | 2009                                | 2019                                |
| ----------------------------------- | ----------------------------------- | ----------------------------------- | ----------------------------------- | ----------------------------------- |
| 12                                  | ↗68                                 | ↘53                                 | ↘31                                 | ↘18                                 |

## Инфраструктура
Есть кладбище и телятник, в 2007 году на месте заброшенного магазина открылся дом социальных услуг.